# Hassan Raghab
Hassan Raghab (ur. 1 stycznia 1904, zm. 1973) – egipski piłkarz, reprezentant kraju. Podczas kariery występował na pozycji pomocnika.

## Kariera klubowa
Podczas kariery piłkarskiej Hassan Raghab występował w klubie Union Recreation Ithad.

## Kariera reprezentacyjna
Hassan Raghab występował w reprezentacji Egiptu w latach trzydziestych. W 1934 uczestniczył w mistrzostwach świata we Włoszech, na których wystąpił w przegranym 2–4 spotkaniu I rundy z Węgrami.